# Shrivenham
Shrivenham est un village et une paroisse civile de l'Oxfordshire (du Berkshire jusqu'en 1974), en Angleterre. Au moment du recensement de 2001, sa population était 2 352 habitants.

## Personnalités
- William Barrington, 6e vicomte Barrington (1793–1867), homme d'affaires et homme politique britannique, décédé à Shrivenham.